# DKP i 1940'erne og 1950'erne
|  | Denne artikel er oprettet af botten Steenthbot ud fra en ekstern database. Den kan derfor have sproglige fejl eller mangler. Denne skabelon kan fjernes efter kontrol af indholdet. |

DKP i 1940'erne og 1950'erne er en dansk dokumentarisk optagelse fra 1955.

## Handling
DKP i demonstrationstog gennem gader, muligvis i 1945. Århushallen, mødedeltagere går ind i hallen. Folketingsmedlem Alfred Jensen på talerstolen. Udenlandske delegerede. Aksel Larsen taler. Land og Folk, oplysningsbureau. Studiekredse. Unge mennesker kører bort på DKP lastbil i højt humør. Publikum strømmer til biograf. Man skal muligvis se en russisk film. Gadebilleder fra København ca. 1946, bl.a. fra Gammel Strand. Stor demonstration, der går til Bellahøj Badet. Friluftsmøde på Bellahøj ca. 1952. Alfred Jensen taler. Elith Foss underholder. Møde i Roskilde ca. 1950. 'Opråb' uddeles på gaden. Bladet Fremad sælges. Privat sammenkomst. København ca. 1955, Botanisk Have. Øresundskysten, Hørsholm? Gadebilleder fra København. Frihedsstøtten. Dyrehavsbakken om vinteren i sne. Kinesiske kommunister til stormøde. Kvindekonference. Jubel blandt de delegerede.